# Maggie Cheung
Pour les articles homonymes, voir Cheung.
Maggie Cheung (Chinois traditionnel：張曼玉 , pinyin : Zhāng Mànyù) est une actrice hongkongaise, née le 20 septembre 1964 à Hong Kong,Elle a remporté cinq fois le Hong Kong Film Award de la meilleure actrice,4 fois le prix du cinéma taïwanais Golden Horse de la meilleure actrice,Meilleure actrice au Berlin Film Festival,Meilleure actrice au Festival de Cannes,Elle est considérée comme l'une des meilleures actrices chinoises d'aujourd'hui, connue pour ses performances changeantes et naturelles.
En 1992, le film Center Stage remporte le prix de la meilleure actrice au Festival de Berlin.En 2004, Clean (film, 2004) a remporté le prix de la meilleure actrice au Festival de Cannes. Elle est la première actrice asiatique à recevoir ce prix.En 2005, Clean (film, 2004)a été nommé César pour la meilleure actrice.
Représentant des œuvres :Police Story（1985）In the Mood for Love（2000）hero（2002）clean（2004）
Elle interrompt sa carrière d'actrice au début des années 2010, pour se consacrer à d'autres activités, dont la musique.

## Biographie
Maggie Cheung naît à Hong Kong en 1964 de parents originaires de Shanghai, sous le nom de Cheung Man-yuk, transcription anglaise de son nom chinois « 張曼玉 » (pinyin : Zhāng Mànyù).
Puis, son père, employé dans une maison d'édition, est muté à Londres. Élevée en Angleterre où sa famille s’est installée alors qu'elle a huit ans, elle retourne à Hong Kong avec sa mère lorsque celle-ci divorce, après ses études secondaires, et y travaille dans la publicité et le mannequinat,.
En 1983, à l’âge de 18 ans, elle remporte la seconde place du concours de Miss Hong Kong et apparaît alors dans de nombreuses séries télévisées. Sa carrière cinématographique débute vraiment lorsqu’elle joue aux côtés de Jackie Chan dans Police Story. Le succès des Police Story fait d’elle l’une des grandes vedettes du cinéma asiatique bien qu’elle n’ait aucun don pour les arts martiaux. Par la suite, ses collaborations avec Wong Kar-wai (As Tears Go By, Nos années sauvages, Les Cendres du temps, In the Mood for Love, 2046)  et Tsui Hark (The Banquet, Double Dragon, Green Snake) lui donnent une envergure d’actrice internationalement reconnue.
Olivier Assayas la sollicite pour le rôle principal dans Irma Vep sorti en 1996, relecture du film Les Vampires de Louis Feuillade (1915), où elle joue dans une combinaison de latex noir. En décembre 1998, elle épouse ce réalisateur français, mais leur union prend fin en 2001,.
Une étape de plus dans sa notoriété en Europe et aux États-Unis est franchie, en 2000, par son rôle dans In the Mood for Love de Wong Kar-wai dont elle devient l'égérie. Maggie Cheung devient aussi, à la suite du succès du film, la star asiatique la plus connue en Occident. Mais lors du tournage, aussi interminable qu’éprouvant, de 2046, elle se brouille définitivement avec le réalisateur qui coupe la plupart de ses scènes lors du montage. Le film sort en 2004,,.
Outre de nombreuses récompenses à Hong Kong et en Asie, elle reçoit l'Ours d'argent de la meilleure actrice à la Berlinale 1992 pour Center Stage de Stanley Kwan, et le prix d'interprétation féminine au Festival de Cannes 2004 pour Clean d'Olivier Assayas, qui lui vaut une nomination au César de la meilleure actrice en 2005.

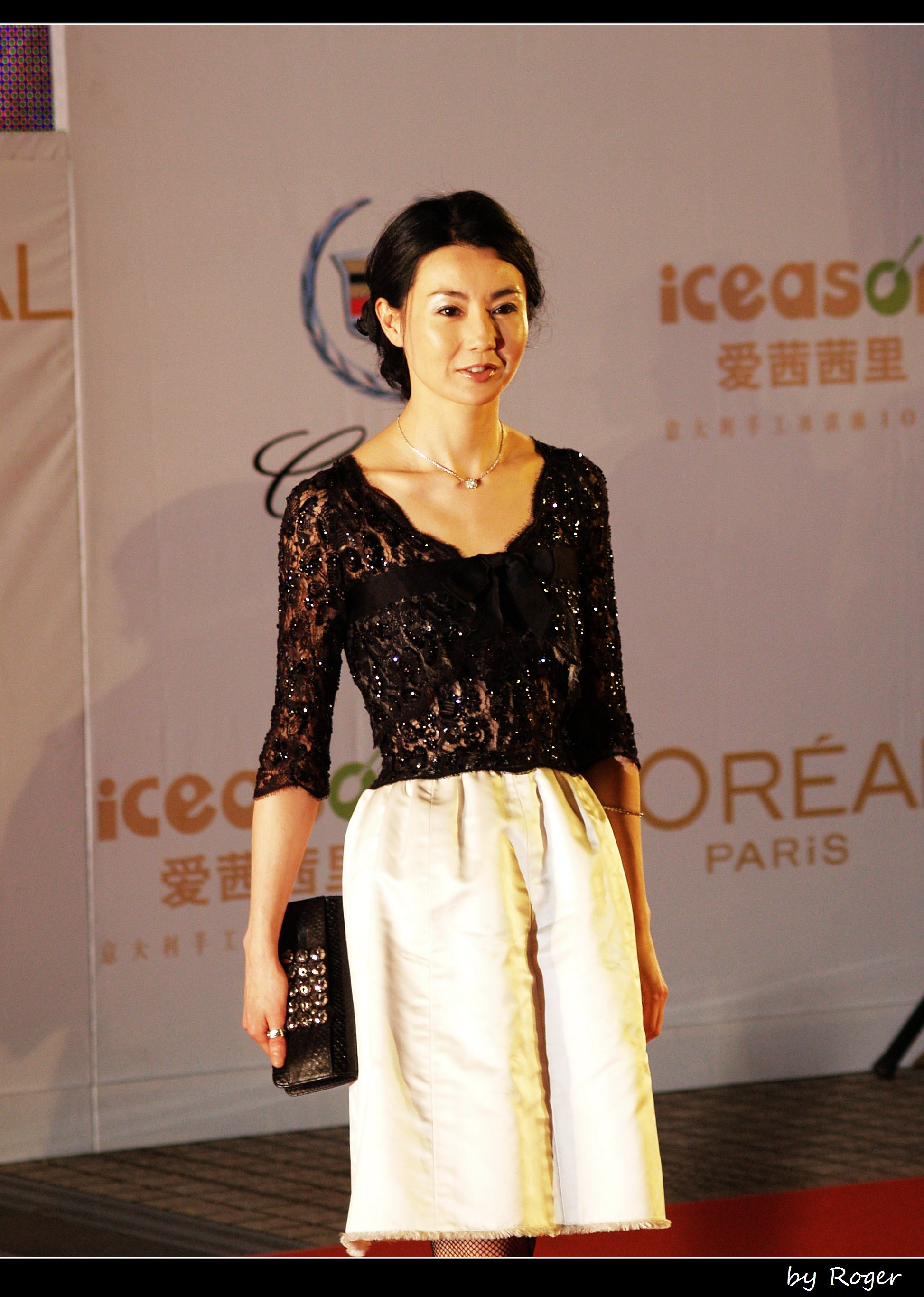
Maggie Cheung au Festival international du film de Shanghai en 2007.

Elle parvient à relancer sa carrière grâce au film Hero, mais en 2007, elle décide d'arrêter le cinéma pour se consacrer à d'autres activités : la peinture et la musique notamment.

### Chanteuse
En 2003, elle chante en duo avec Jeanne Balibar la chanson Hélas sur l'album Paramour de cette dernière. L'année suivante, c'est également le rôle d'une chanteuse qu'elle interprète dans Clean d'Olivier Assayas. Elle déclare dans un entretien que chanter a été pour elle une envie de longue date.

## Filmographie

### Télévision
- 1984 : Rainbow Around My Shoulder (série télévisée)
- 1984 : Police Cadet (série télévisée) : Wing Chi
- 1985 : The Fallen Family (série télévisée)
- 1985 : The Yangs' Saga (série télévisée)

### Cinéma
- 1984 : Prince Charming de Wong Jing : Kitty
- 1984 : Beyond the Yellow Line de Taylor Wong : Monica
- 1985 : Police Story de Jackie Chan : May
- 1985 : Girl with the Diamond Slipper de Wong Jing : Chang Man-ju
- 1985 : Le Marin des mers de Chine 2 de Jackie Chan : Yesan
- 1985 : It's a Drink, It's a Bomb de David Chung : Cat
- 1986 : Lost Romance de Yonfan : Rose Wong
- 1986 : Happy Ghost 3 de Johnnie To : Tsui Pan-han
- 1986 : La Septième malédiction de Lam Ngai-kai : Tsui Hung
- 1987 : The Romancing Star de Wong Jing : Maggie Tung Man-yuk
- 1987 : Seven Years Itch de Johnnie To : la joggeuse dans le parc (apparition)
- 1987 : Sister Cupid de Guy Lai : Yuk
- 1987 : Heartbeat 100 de Kent Cheng et Kin Lo : Maggie
- 1987 : Project A Part II de Jackie Chan : Maggie / Yesan
- 1987 : You Are My Destiny d'Eric Tsang : la fille dans le cabriolet (apparition)
- 1988 : Double Fattiness de David Chiang : Diana
- 1988 : Girls Without Tomorrow (Call Girl 88) de David Lam : Jenny Lin
- 1988 : Love Soldier of Fortune de Stanley Fung : So See-dai
- 1988 : Paper Marriage d'Alfred Cheung : Jade Lee
- 1988 : As Tears Go By de Wong Kar-wai : Ngor
- 1988 : Police Story 2 de Jackie Chan : May
- 1988 : Mother vs. Mother de Bruce Leung : Betty
- 1988 : Moon, Star, Sun de Michael Mak : May
- 1988 : How to Pick Girls Up ! de Wong Jing : Fanny
- 1988 : The Beloved Son of God de Cho Kin-nam : Bibi Cheung
- 1988 : The Game They Call Sex de Sylvia Chang, Kim Kok-chiu, Wang Siu-di : Chu Hsiao-min
- 1988 : Last Romance de Yonfan : Nancy Cheung
- 1989 : My Dear Son de David Chiang : Chow Fung
- 1989 : Little Cop d'Eric Tsang : cliente du restaurant
- 1989 : A Fishy Story d'Anthony Tchan : Huang
- 1989 : Hearts No Flowers de Paul Cheung
- 1989 : The Bachelor's Swan-Song de Derek Yee : Cheung Yuk
- 1989 : My Dear Son de David Chiang : Chow Fung
- 1989 : In Between Loves de Fung Yi-ching : Jenny Tung
- 1989 : The Iceman Cometh de Clarence Fok : Polly
- 1989 : Doubles Cause Troubles de Wong Jing : Zhu Yingtai
- 1989 : Full Moon in New York de Stanley Kwan : Lee Fung-jiau
- 1990 : Le Chant de l'exil d'Ann Hui : Cheung Hueyin
- 1990 : Hearts into Hearts de Stephen Shin : Joe
- 1990 : The Dragon from Russia de Clarence Fok : May Yip
- 1990 : Farewell China de Clara Law : Li Hung
- 1990 : Red Dust de Yim Ho : Yueh-feng
- 1990 : Nos années sauvages de Wong Kar-wai : Su Lizhen
- 1991 : The Banquet de Tsui Hark : la professeure de chant
- 1991 : Today's Hero de Thomas Yip : Annie
- 1991 : The Perfect Match de Stephen Shin : Carrie Kam
- 1991 : Will of Iron de David Chiang : Maggie
- 1991 : Alan & Eric - Between Hello & Goodbye de Peter Chan : Olive Cheung
- 1991 : Center Stage de Stanley Kwan : Ruan Lingyu
- 1992 : Too Happy for Words (court métrage) de Stanley Kwan
- 1992 : Rose de Samson Leung : Rose Chin
- 1992 : All's Well, Ends Well de Clifton Ko : Holli-yuk
- 1992 : True Love de Victor Tam : Elle, vendeuse de cosmétiques
- 1992 : What a Hero! de Benny Chan : Lan
- 1992 : L'Auberge du dragon de Raymond Lee : Jade
- 1992 : Double Dragon de Tsui Hark et Ringo Lam : Barbara
- 1992 : Police Story 3 de Stanley Tong : May
- 1992 : The Moon Warriors de Wong Jing : Mo-sin
- 1992 : Heart Against Hearts de Stephen Shin : apparition non créditée
- 1993 : The Eagle Shooting Heroes de Jeffrey Lau : la Maîtresse impériale
- 1993 : Millionaire Cop de Nelson Cheung : Jacky Cheuk
- 1993 : The Heroic Trio de Johnnie To : Chat / Thief Catcher
- 1993 : Le Vagabond de Johnnie To : Pak Siu-kwan, la propriétaire
- 1993 : Holy Weapon de Wong Jing : Princesse Tin Heung
- 1993 : Executioners de Johnnie To : Chat / Thief Catcher / Chelsea
- 1993 : Green Snake de Tsui Hark : Siu Ching, Green Snake
- 1993 : The Enigma of Love de Sherman Wong : Tammy Cheung
- 1993 : Boys Are Easy de Wong Jing : Ching Siu Nam
- 1993 : First Shot de David Lam : Annie Ma
- 1993 : Le Moine fou de Johnnie To et Ching Siu-tung : Bai Xiao Yu, la prostituée aux neuf vies
- 1993 : Flying Dagger de Kevin Chu : Flying Cat
- 1994 : Les Cendres du temps de Wong Kar-wai : La belle-soeur de Ouyang Feng
- 1994 : In Between, segment Unwed Mother de Sylvia Chang : Co Co Lau
- 1996 : Comrades, Almost a Love Story de Peter Chan : Li Qiao
- 1996 : Irma Vep d'Olivier Assayas : elle-même
- 1997 : Les Sœurs Soong de Mabel Cheung : Soong Ching-ling, Madame Sun
- 1998 : Chinese Box de Wayne Wang : Jean
- 1999 : Augustin, roi du kung-fu d'Anne Fontaine : Ling
- 2000 : In the Mood for Love de Wong Kar-wai : Su Li-zhen (Mrs Chan)
- 2000 : Sausalito d'Andrew Lau : Ellen
- 2000 : Le Bel hiver (court métrage) d'Olivier Torres : la belle passante
- 2002 : Hero de Zhang Yimou : Flying Snow
- 2004 : Clean de Olivier Assayas : Emily Wang
- 2004 : 2046 de Wong Kar-wai : Su Li-zhen
- 2009 : Inglourious Basterds de Quentin Tarantino (scènes coupées)
- 2010 : Ten Thousand Waves d'Isaac Julien[14] (installation d'art contemporain)[15],[16]
- 2010 : Hot Summer Days de Tony Chan et Wing Shya : la mystérieuse cliente qui pleure
- 2010 : Better Life (court métrage) d'Isaac Julien : Mazu
- 2013 : Playtime d'Isaac Julien : la reporter

## Distinctions

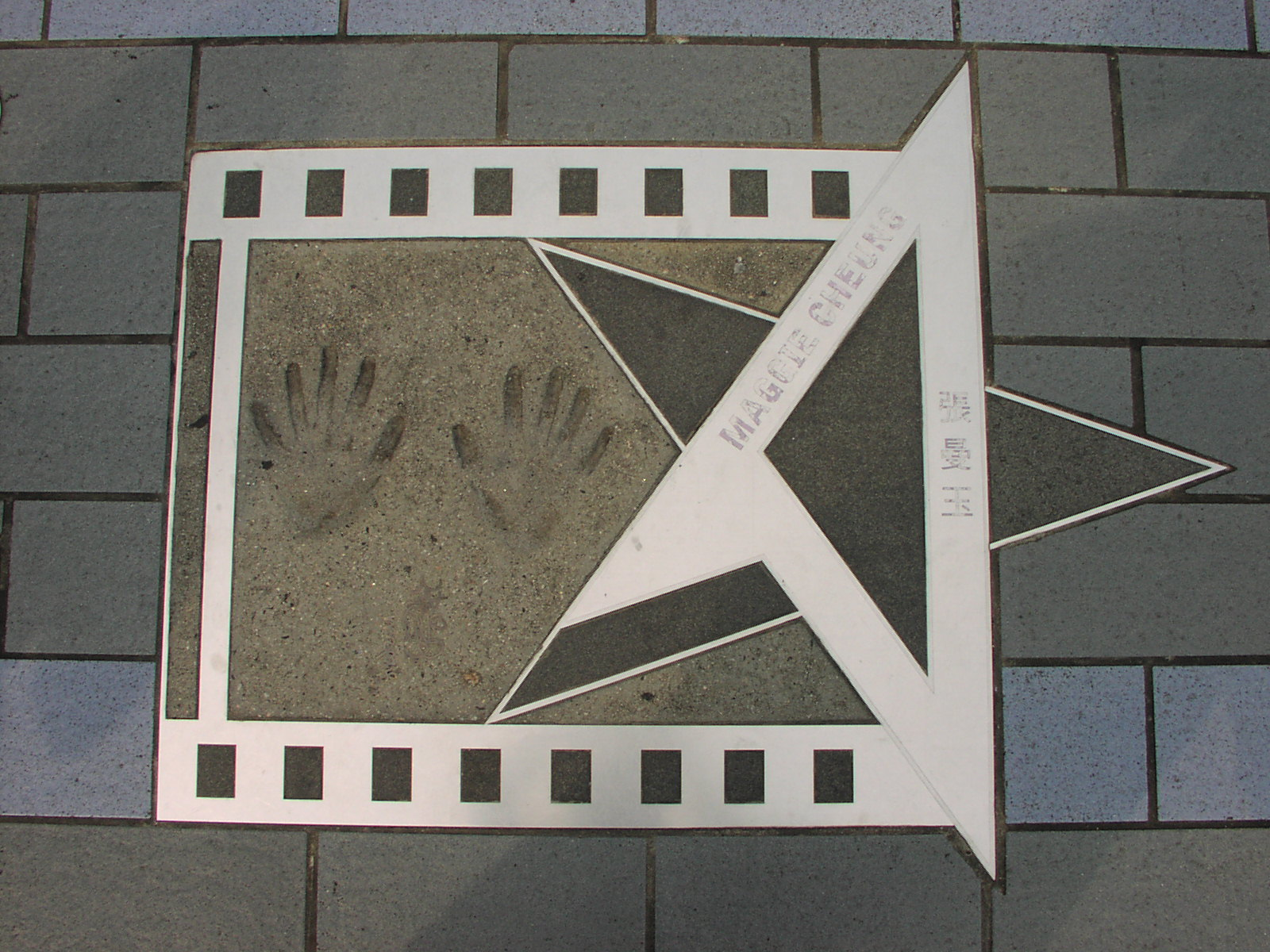
Empreintes sur l'avenue des stars à Hong Kong

- Hong Kong Film Awards 1990 : Prix de la meilleure actrice pour A Fishy Story
- Berlinale 1992 : Ours d'argent de la meilleure actrice pour Center Stage
- Hong Kong Film Awards 1993 : Prix de la meilleure actrice pour Center Stage
- Hong Kong Film Awards 1997 : Prix de la meilleure actrice pour Comrades, Almost a Love Story
- Hong Kong Film Awards 1998 : Prix de la meilleure actrice pour Les Sœurs Soong
- Golden Horse Film Awards 2000 : Prix de la meilleure actrice pour In the Mood for Love
- Hong Kong Film Awards 2001 : Prix de la meilleure actrice pour In the Mood for Love
- Festival de Cannes 2004 : Prix d'interprétation féminine pour Clean
- Festival des films du monde de Montréal 2005 : Grand prix spécial des Amériques pour sa carrière